# Mistrzostwa Europy w Hokeju na Trawie Mężczyzn 2009
12. Mistrzostwa Europy w Hokeju na Trawie Mężczyzn odbyły się w dniach 22–30 sierpnia 2009 w Amsterdamie. Tytułu bronili Holendrzy.

## Uczestnicy

### Grupa A
- Belgia
- Niemcy
- Anglia
- Austria

### Grupa B
- Francja
- Holandia
- Polska
- Hiszpania

## Wyniki

### Faza grupowa

#### Grupa A
| Data - Czas         |         |         | Wynik |
| ------------------- | ------- | ------- | ----- |
| 23 sierpnia – 13:30 | Anglia  | Austria | 5:0   |
| 23 sierpnia – 17:30 | Niemcy  | Belgia  | 3:2   |
| 24 sierpnia – 15:30 | Austria | Belgia  | 0:3   |
| 24 sierpnia – 17:30 | Anglia  | Niemcy  | 4:4   |
| 26 sierpnia – 13:30 | Anglia  | Belgia  | 8:2   |
| 26 sierpnia – 15:30 | Austria | Niemcy  | 1:3   |

Tabela
| Miejsce | Kraj    | Gry | Bramki | Punkty |
| ------- | ------- | --- | ------ | ------ |
| 1       | Anglia  | 3   | 17:6   | 7      |
| 2       | Niemcy  | 3   | 10:7   | 7      |
| 3       | Belgia  | 3   | 7:11   | 3      |
| 4       | Austria | 3   | 1:11   | 0      |

#### Grupa B
| Data – Czas         |           |           | Wynik |
| ------------------- | --------- | --------- | ----- |
| 22 sierpnia – 15:30 | Holandia  | Polska    | 9:0   |
| 22 sierpnia – 19:30 | Hiszpania | Francja   | 3:0   |
| 24 sierpnia – 13:30 | Polska    | Francja   | 2:3   |
| 24 sierpnia – 19:30 | Holandia  | Hiszpania | 0:3   |
| 26 sierpnia – 17:30 | Hiszpania | Polska    | 6:1   |
| 26 sierpnia – 19:30 | Francja   | Holandia  | 0:6   |

Tabela
| Miejsce | Kraj      | Gry | Bramki | Punkty |
| ------- | --------- | --- | ------ | ------ |
| 1       | Hiszpania | 3   | 12:1   | 9      |
| 2       | Holandia  | 3   | 15:3   | 6      |
| 3       | Francja   | 3   | 3:11   | 3      |
| 4       | Polska    | 3   | 3:18   | 0      |

### Faza zasadnicza

#### Mecze o miejsca 5-8
| Data - Czas         |         |         | Wynik |
| ------------------- | ------- | ------- | ----- |
| 28 sierpnia – 12:00 | Austria | Francja | 2:3   |
| 28 sierpnia – 14:00 | Belgia  | Polska  | 5:0   |

#### Półfinały
| Data - Czas         |        |           | Wynik |
| ------------------- | ------ | --------- | ----- |
| 28 sierpnia – 16:00 | Niemcy | Hiszpania | 2:1   |
| 28 sierpnia – 18:00 | Anglia | Holandia  | 2:1   |

#### Mecz o 7. miejsce
| Data - Czas         |         |        | Wynik |
| ------------------- | ------- | ------ | ----- |
| 30 sierpnia – 08:30 | Austria | Polska | 5:4   |

#### Mecz o 5. miejsce
| Data - Czas         |        |         | Wynik |
| ------------------- | ------ | ------- | ----- |
| 30 sierpnia – 10:30 | Belgia | Francja | 7:0   |

#### Mecz o 3. miejsce
| Data - Czas         |          |           | Wynik |
| ------------------- | -------- | --------- | ----- |
| 30 sierpnia – 13:00 | Holandia | Hiszpania | 6:1   |

#### Finał
| Data - Czas         |        |        | Wynik |
| ------------------- | ------ | ------ | ----- |
| 30 sierpnia – 15:30 | Anglia | Niemcy | 5:3   |

### Końcowa kolejność
| Poz. | Państwo   |
| ---- | --------- |
|      | Anglia    |
|      | Niemcy    |
|      | Holandia  |
| 4    | Hiszpania |
| 5    | Belgia    |
| 6    | Francja   |
| 7    | Austria   |
| 8    | Polska    |